# Parada (Carregal do Sal)
Parada is een plaats (freguesia) in de Portugese gemeente Carregal do Sal en telt 872 inwoners (2001).